# Aguacampada-Las Culebras
Aguacampada-Las Culebras es un núcleo de población del municipio de Albacete (España) situado al oeste de la capital.
Está situado junto a la autovía A-32. Según el Instituto Nacional de Estadística, tiene una población de 20 habitantes (2016).